# Europaprijs voor Schilderkunst van de Stad Oostende
De Europaprijs voor Schilderkunst van de Stad Oostende was een kunstprijs die openstond voor alle kunstenaars wonende in een van de landen behorende tot de "Raad van Europa", voor zover ze binnen een bepaalde leeftijdscategorie vielen. Meestal was dat 25 tot 45 jaar. De inzendingen werden steeds door een internationale jury beoordeeld. Deze bestond uit gerenommeerde kenners van actuele kunst.

## Geschiedenis
De prijs werd zeventien keer georganiseerd tussen 1962 en 2000.
Uit het ruime aanbod van drie werken per deelnemende kunstenaar koos de jury een selectie bestaande uit een eerste, tweede en derde prijs en een reeks gouden-, zilveren- en bronzenmedaillewinnaars. De kunstenaar die met de eerste prijs gelauwerd werd (een medaille en een fikse geldprijs) was reglementair verplicht zijn geprimeerd werk vrij af te staan aan de organisatie die ze overdroeg aan het Museum voor Schone Kunsten.
De organisatie was tot in 1980 in handen van het "Cultureel Centrum vzw", de wedstrijden van 1982, 1984 en 1986 werden door het Museum voor Schone Kunsten voorbereid en van 1988 af stond de Dienst Cultuur van de Stad Oostende in voor de organisatie.  Sleutelfiguur van de organisatie was aanvankelijk Bob De Gryse, journalist en secretaris van het "Cultureel Centrum".  Administratieve spil was tot 1993 telkens Mevr. Yvonne Vyncke, in haar hoedanigheid van achtereenvolgens secretaresse van het "Cultureel Centrum", adjunct-conservator van de Stedelijke Musea en bestuurschef in de Dienst Cultuur. In 1996 en 2000 werd de Europaprijs organisatorisch begeleid door mevr. Nadine Constandt, bestuurschef en later hoofd van de Cultuurdienst.
De tentoonstelling van de geselecteerde werken ging meestal door in het Casino-Kursaal, zes maal werd ze in het Museum voor Schone Kunsten Oostende getoond (1976, 1984, 1986, 1993, 1996, 2000), eenmaal in het PMMK (1988).
Bij elke tentoonstelling verscheen een catalogus.
De "Europaprijs" was een van de weinige plaatsen waar actuele Belgische en buitenlandse kunst simultaan in de openbaarheid kon (kan) treden en waar contact en uitwisseling met de internationale kunstscene tot stand kwam.
Voordien bestond in Oostende de Grote Prijs voor Schilderkunst van de Stad Oostende die twee edities kende (1960 en 1961)..
Tijdens de laatste jaren van zijn bestaan putte het Museum voor Schone Kunsten Oostende intens uit de lijst van laureaten en geselecteerden om het luik hedendaagse kunstenaars van de tentoonstellingsprogrammatie in te vullen.
De collectie kunstwerken (de werken van de zeventien laureaten) bevindt zich sinds 2008 in het Mu.ZEE (Kunstmuseum aan Zee) in Oostende.

## Laureaten
- 1962 : Herbert Zangs
- 1964 : Jacques Chemay
- 1966 : Walter Leblanc
- 1969 : Bram Bogart
- 1971 : Roy Adzak
- 1973 : Michel Tyszblat
- 1976 : Jacques Etienne
- 1978 : Yoshio Watanabe
- 1980 : Ruben Levav
- 1982 : Marc Maet
- 1984 : William Sweetlove
- 1986 : Daniel Mafé
- 1988 : Xiao Xia
- 1990 : Guy Van Bossche
- 1993 : Florent Vermeiren
- 1996 : Antoni Sanchez-Teña
- 2000 : Heli Mäki-Arvela